# Gösta Sandels (konstnär)
Axel Gösta Fabian Sandels, född 25 april 1887 i Göteborg, död 24 augusti 1919 i Granada i Spanien, var en svensk målare, tecknare och grafiker.

## Biografi
Gösta Sandels var son till fotografen Carl Sandels och Emma Tillberg och från 1917 gift med Elaine Hallberg (1891–1967 som senare gifte om sig med Pär Lagerkvist). När han var två år gammal flyttade familjen till Fredrikstad i Norge innan de flyttade vidare till Oslo. Uppväxtåren i Norge kom att ge honom en lätt norska accent och han kände sig alltid hemma i norsk miljö. Familjen flyttade vidare till Stockholm 1901 där han följde undervisningen vid Tekniska skolans kvällskurser. Han studerade vid Althins målarskola 1904 och vid Konstnärsförbundets skola 1905–1906. Vid skolan fick han kontakt med de konstnärer som skulle samverka till modernismens genombrott i Sverige i gruppen 1909 års män. I slutet av 1906 flyttade han till Paris och de följande sju åren levde han ett kringresande liv, bland annat i Spanien, södra Frankrike, Oslo, Köpenhamn, Stockholm, på svenska västkusten, i Göteborg och i Kungälv. Detta medförde att hans produktion blev ganska begränsad men han fick desto mer intryck och impulser som kom att återspeglas i hans konst. Han deltog 1909 i "De ungas" utställning, bland annat med porträtt, stadsmotiv och stilleben. I början av 1913 reste han tillsammans med Birger Simonsson och Sigfrid Ullman till Arles men bara efter någon vecka reste de vidare till Saint-Chamas vid Medelhavet och det var där han hittade sin egen lyriska ton som skulle bli ett personligt kännemärke för hans konst. Han bosatte sig 1914 i Kungälv där han arbetade och umgicks med Simonsson. Han trivdes i staden och hans produktion ökade i antal med stadsbilder och dramatisk västkustnatur. Flytten gick vidare till Stockholm 1916 för att han skulle kunna tillfredsställa sina behov av att se teater, besöka museum och konstutställningar, för att den vägen få nya impulser. I Stockholm vidgades hans umgängeskrets och han blev nära vän med du unga konsthistorikerna och kritikerna, bland annat umgicks han med Ragnar Hoppe, Gregor Paulsson och Sixten Strömbom. Under Stockholmstiden blev det en del förändringar i hans sätt att måla, något som han själv var medveten om och som han försökte motverka fast han ansåg själv att arbetet inte var dåligt. Han förlovade sig 1917 med Elaine Hallberg och när Conrad Pineus köpte fem av hans målningar på en gång fick han råd att gifta sig. När första världskriget var över och gränserna öppnades reste han och hans fru till England och Paris där han orienterade sig i allt det nya inom konsten med verk av Auguste Renoir, Henri Rousseau och Henri Matisse. Resan gick vidare till Spanien där Sandels utförde sina sista och bästa gatumålningar i Palma de Mallorca. Han besökte även Ibiza och Valencia. Under resans gång drog han på sig en tyfusinfektion och när paret kom till Alhambra fick han hög feber. I yrseln kastade han sig ut från ett fönster och fallet ledde till att han avled några dagar senare. 
I utställningssammanhang debuterade han i en utställning tillsammans med Isaac Grünewald på Hallins konsthandel 1907. Han deltog senare i en serie grupputställningar som arrangerades av De Unga på Hallins konsthandel och den utbrutna gruppen De åtta. Han var representerad i en expressionistutställning i Köln 1912, Göteborgskonstnärerna som visades på Wilkensons konsthandel, Konstnärsförbundets utställning på Liljevalchs konsthall, Modern svensk konst som visades i Köpenhamn och Yngre svenska konstnärer på Liljevalchs konsthall. Hans separatutställningar är fåtaliga och han visade oftast sina målningar i sin ateljé och han övertalades av mecenaten Charlotte Mannheimer att ställa ut på Galleri Ny konst i Göteborg 1918. Tillsammans med Birger Simonsson och Albert Hoffsten ställde han ut i Oslo 1912. Flera minnesutställningar har visats med hans konst  bland annat på Konstakademien i Stockholm, Konstgalleriet i Göteborg, Göteborgs konstmuseum, Galleriet för nutida konst i Stockholm, Malmö museum och en vandringsutställning arrangerades av Riksförbundet för bildande konst.

## Konstnärskap
Ur hans influenser i unga år utvecklades hans patetiskt-romantiska måleri i färgglödande motiv från västkusten (skeppsbrott, badande män) med en bred van Gogh-besläktad penselföring. Från 1916, då han flyttade till Stockholm, släppte efter hand den dramatiska förtätningen, och hans måleri blev mera Matisse-inspirerat, harmoniskt och dekorativt. Hans insats blev av största betydelse för den svenska färgexpressionismen, särskilt för Göteborgskoloristerna. Sandels måleri är starkt influerat av Vincent van Goghs och Edvard Munchs samt i viss mån av Eugène Delacroix.
Sandels finns representerad bland annat på Nationalmuseum i Stockholm, Göteborgs konstmuseum, Borås konstmuseum, Länsmuseet Gävleborg, Värmlands museum,  Norrköpings konstmuseum, Moderna museet, Malmö museer, Göteborgs stadsmuseum, Helsingborgs museer, Vänermuseet, Bohusläns museum och Nasjonalgalleriet i Oslo.

## Galleri

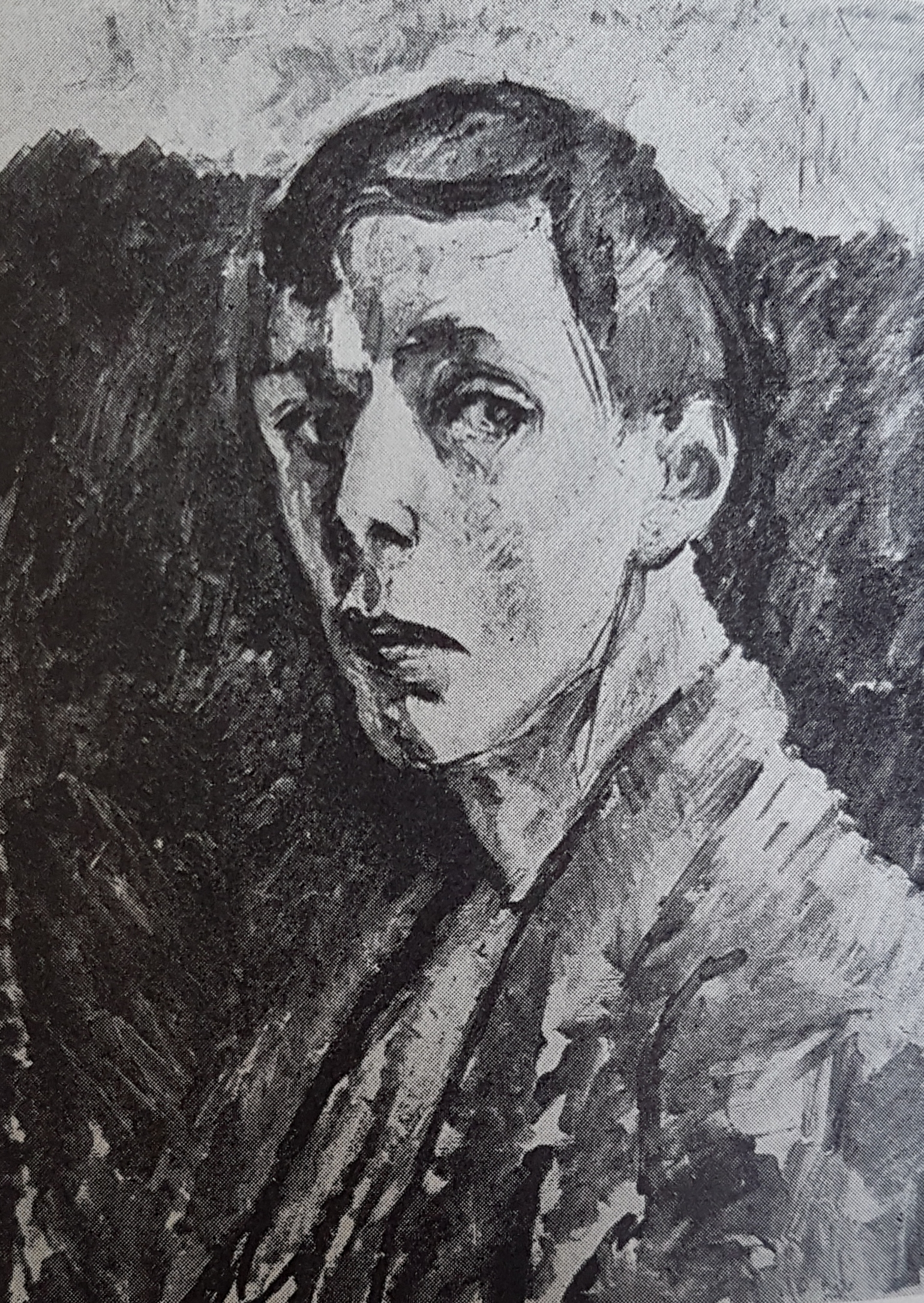
Gösta Sandels, självporträtt (1914)
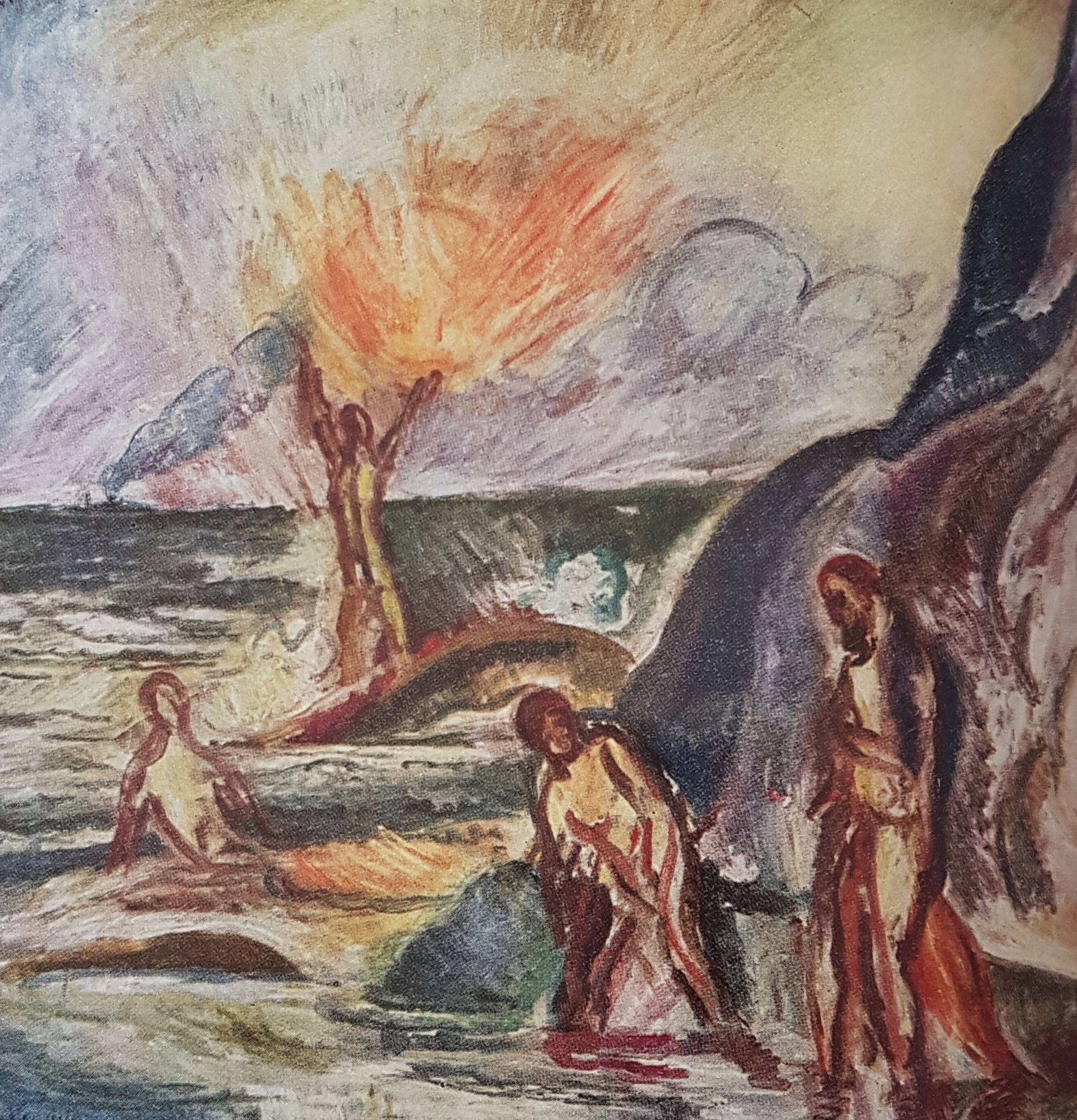
Badplatsen
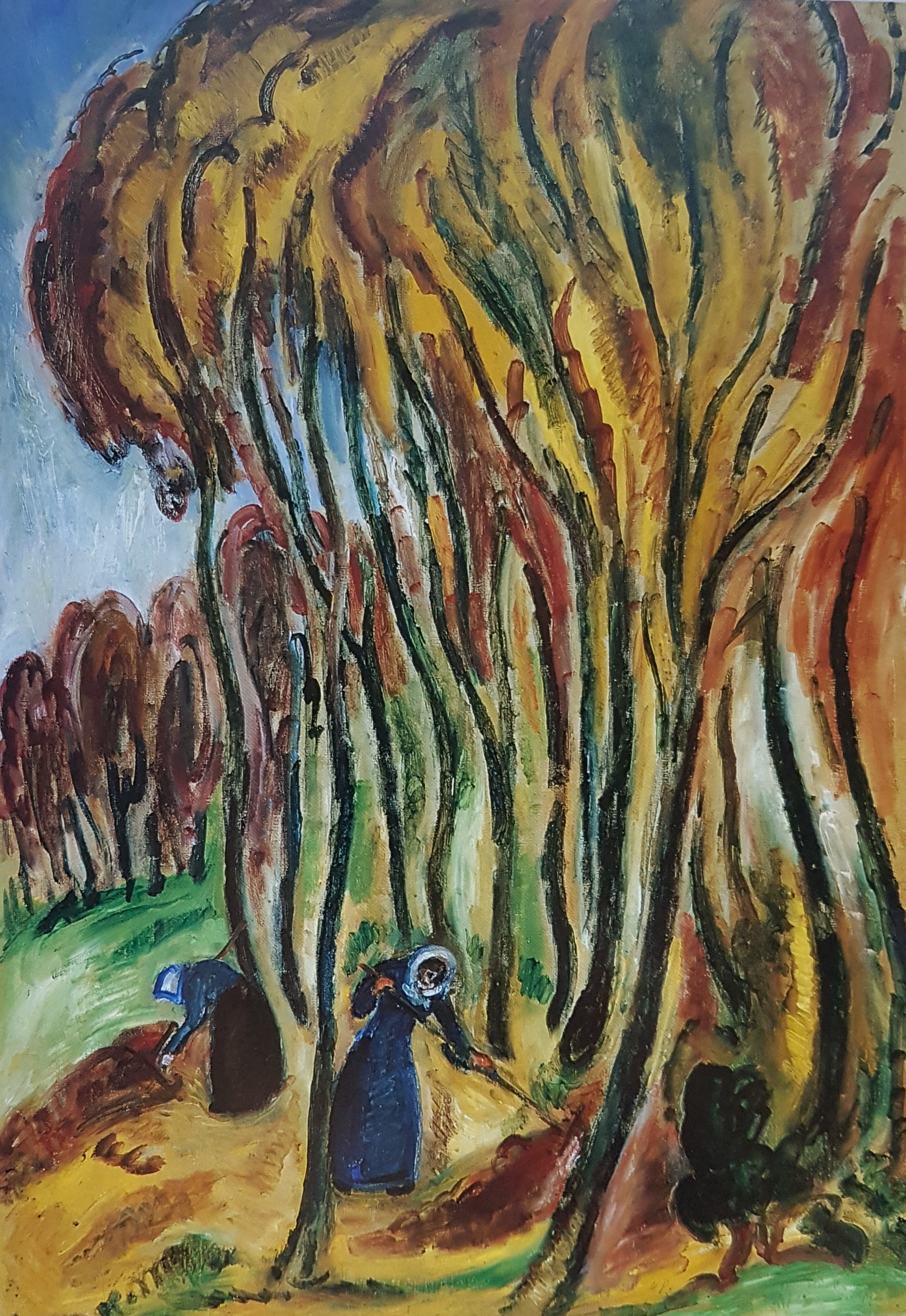
Höstbild
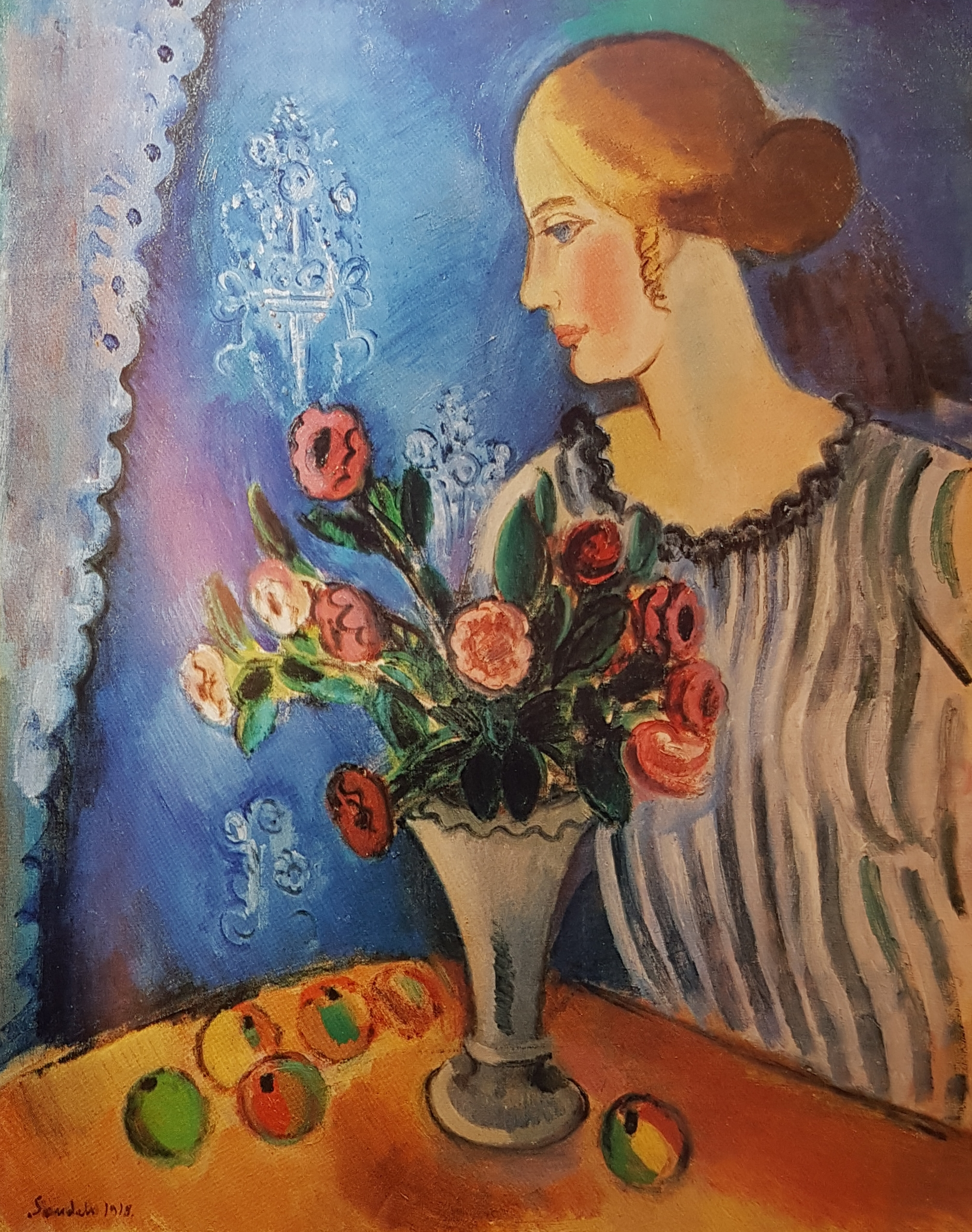
Kvinna och natura morte (1918)